# Abdullah Shah
  Abdullah Shah  (malai: Al-Sultan Abdullah Ri’ayatuddin Al-Mustafa Billah Shah)  (Pekan, 30 de juliol de 1959) o Tengku Abdullah, Sultà de Pahang, o simplement Abdullah de Pahang, és el 16è Rei de Malàisia.
Va assumir el tron el 31 de gener de 2019 i regnarà per cinc anys. (el títol oficial del monarca és Yang di-Pertuan Agong, el que pot ser traduït del malai com Líder Suprem).

## Biografia
Abdullah és el quart fill (el més gran del sexe masculí) del sultà Ahmad Shah.
Va pujar al tron als 59 anys, està casat amb dues esposes, Tunku Hajah Azizah Aminah Maimunah Iskandariah (c. 1986) i Julia Rais (c. 1991), i té 10 fills, sent un d'ells adoptat i un altre mort encara petit el 1990.
És membre del Consell de Federació Internacional de Futbol Associació (FIFA), vicepresident de la Confederació Asiàtica de Futbol (AFC) i president de la Federació Asiàtica de Hockey. Fan d'esports diversos, va practicar polo mentre va estudiar en Gran Bretanya, on es va formar en Relacions Internacionals i Diplomàcia.
El seu hereu és el fill més gran amb la seva primera esposa, Tengku Hassanal Ibrahim Alam Shah, nascut el 1995.

## Príncep Hereu
Abdullah va ser nomenat com a Tengku Mahkota, o Príncep Hereu de Pahang, l'1 de juliol de 1975.

## Príncep Regent
El 2016 va ser nomenat pel pare, llavors amb 88 anys i diversos problemes de salut, com Príncep Regent de Pahang.

## Sultà de Pahang
Abdullah va ser proclamat Sultà de Pahang el 15 de gener de 2019.